# والتر ووست

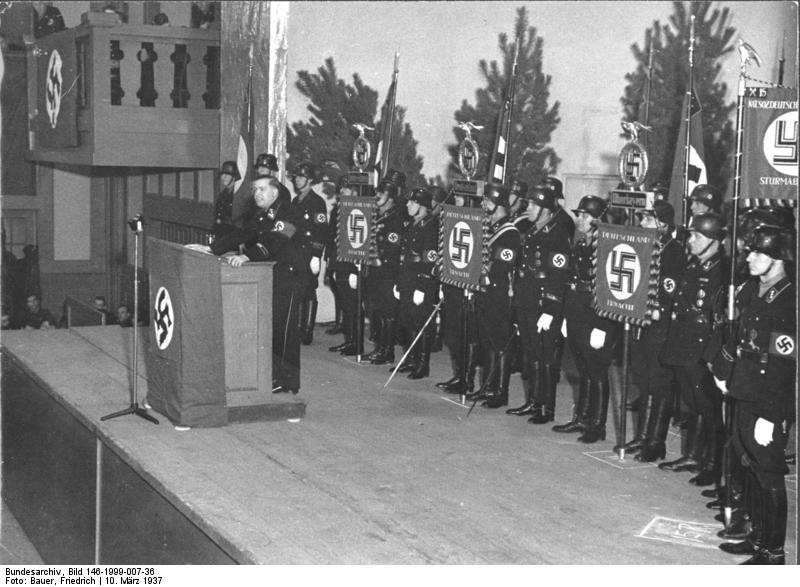
والتر ووست در حال سخنرانی در پوشش نازی‌ها

والتر ووست(به آلمانی: Walther Wüst)(زادهٔ ۷ مه ۱۹۰۱- مرگ ۲۱ مارس ۱۹۹۳) خاورشناس آلمانی بود.
وی زادهٔ کایزرسلاوترن بود. ووست میان سال‌های ۱۹۴۱ تا ۱۹۴۵ رئیس دانشگاه مونیخ بود. همچنین او از اندیشمندان نازی هم بود. والتر ووست از سال ۱۹۳۷ رئیس بنیاد پژوهش‌های آننربه (اتاق فکر نازی‌ها) گردید.